# Arumunština
Arumunština (arumunsky limba armãneascã/vlãsheascã, makedonsky влашки јазик, též známá v Srbsku jako cincarski jezik) je románský jazyk arumunského obyvatelstva, jímž se mluví v Severní Makedonii, Albánii a Řecku. Nejbližší je rumunštině.
Vyvinula se z latiny pod vlivem sousedních jazyků (albánština, řečtina). Arumunština si zachovala, na rozdíl od většiny ostatních románských jazyků, zbytky původní flexe. Podobně jako makedonština má postponovaný určitý člen (-lu, -le, -a, -ea) a navíc také neurčitý člen (unu).
Slovní zásoba obsahuje hodně slovanských výpůjček a také slova z řečtiny.

## Původ arumunštiny/Arumunů
Existují dvě teorie původu arumunštiny: Podle autochtonní teorie (pocházející původně z Řecka z roku 1909) jsou Arumuni potomci římských důstojníků a důstojníků působících hlavně u Via Egnatia. Je nepravděpodobné, že tato teorie je správná, protože zaprvé neexistují důkazy o větší nebo trvalé přítomnosti Římanů ve výše zmíněné oblasti, zadruhé by v této oblasti měly v té době dominovat řecké jazykové vlivy nad římskými vlivy a zatřetí pro všechna místní jména sídel platí, že jejich původní slovanská jména se později změnila na arumunská, což znamená, že Arumuni se sem přemístili v 6. století (tj. po příchodu Slovanů).
Podle neautochtonní teorie přišli Arumuni do Řecka ze severu někdy mezi 6. a 10. stoletím a byli potomky starověkých Rumunů. Není jisté, odkud přesně pocházeli (což souvisí i se sporností původu Rumunů), ale pravděpodobně pocházeli z jižního Srbska (dokládají to místní historické geografické názvy) a zřejmě se přesídlili pod tlakem příchodů Slovanů a/nebo (v 10. století) pod tlakem expandujících starých Maďarů.
Existuje také teorie, že jižnější část Arumunů je autochtonní (jde o místní romanizované obyvatelstvo, přestože se během stěhování národů mírně přesunulo, a to z nížin do sousedních hor), zatímco další část vznikla ústupem romanizovaného obyvatelstva během stěhování národů z území mezi Rodopami a Dunajem směrem na jih a západ.
V Albánii Arumuny vnímají jako romanizovanou skupinu, tj. thráckého, etnického původu jako Albánci.

## Klasifikace

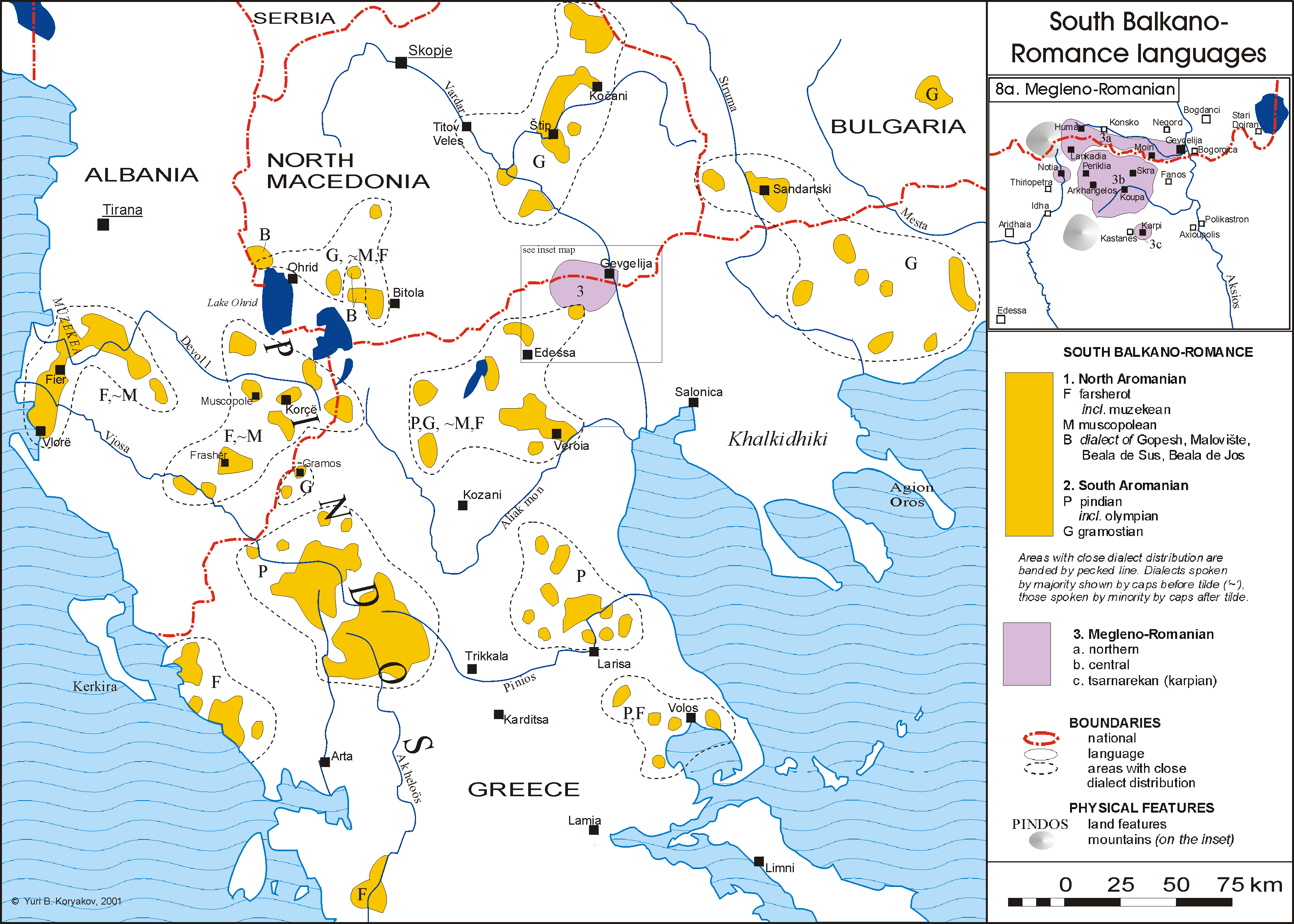
Mapa rozšíření jazyka na Balkáně

Podle jedné části badatelů je arumunština samostatný románský jazyk (obvykle zařazovaný do podskupiny tzv. rumunských jazyků, nazývaných také východorománské jazyky v užším smyslu nebo dákorománské jazyky), podle další části badatelů jde o nářečí (dialekt) rumunštiny. Ani samotní Arumuni nemají na tuto otázku jednotný názor.

## Vztah k příbuzným jazykům
I když rumunští vědci Arumuny pokládají jen za podskupinu Rumunů, rozdíly mezi arumunštinou a rumunštinou jsou tak velké, že Rumuni Arumunům nerozumí (pokud hovoří nářečím a ne jazykem vzdělanců, ovlivněným rumunštinou). Rozdíly mezi rumunštinou a arumunštinou jsou hlavně ve slovní zásobě. Arumunština obsahuje o mnoho méně slovanských a o mnoho více řeckých slov. V oblasti gramatiky (morfologie a syntaxe) však shody mezi rumunštinou a arumunštinou převažují nad rozdíly.
Základní slovní zásoba arumunštiny je latinská (románská), asi 30 % slovní zásoby jsou řecká slova, méně je výpujček z turečtiny (částečně zprostředkovaně přes řečtinu) a albánštiny. Část tvoří tzv. společná karpatská slovní zásoba všech jihobalkánských pastýřů.
Gramaticky je arumunština, kromě vlivů latiny, typický zástupce balkánskeho jazykového svazu. Proto například má postponovaný určitý člen (konkrétně: -lu , -le, -a, -ea), nemá neurčitek slovesa, nadměrně používá konjunktiv a podobně. Krom toho arumunština vykazuje mnohé gramatické prvky řečtiny, např. v koncovkách množného čísla.

## Míra oficiálnosti
V Řecku je Arumunů nejvíc (asi 150 000, možná ale o dost víc). Rychle se asimilují. Jazyk se nepoužívá ani ve školách ani v kostelech ani na úřadech. Jediná výjimka, pokud jde o školy, je individuální kurz na univerzitě v Soluni.
V Albánii žije druhá nejpočetnější komunita Arumunů (asi 100 000 lidí, ale národní povědomí má už jen asi 10 000 z nich). Arumunština se vyučuje na prvním stupni škol, v jedné školce a existuje církev s arumunskou liturgií.
V Makedonii je možné si na některých školách (ve městech jako Skopje, Bitola, Štip a Kruševo) zvolit arumunštinu jako vyučovací předmět a na soudech mohou svědkové v arumunštině vypovídat. Ve městě Kruševo je arumunština druhým oficiálním úředním jazykem po makedonštině navzdory tomu, že tu Arumunů žije asi jen 10 %.
V Bulharsku se arumunština vyučuje na Rumunském gymnáziu v Sofii.

## Písmo
V závislosti od používaného písma sa Arumuni dělí na tzv. Panhelény (tj. řečtí Arumuni), kteří používají řecké písmo, a Superromány (tj. všichni ostatní Arumuni), kteří používají latinku.

## Dialekty/nářečí
Rozeznáváme tato nářečí/dialekty:
- jižní dialekt (Řecko):
  - pindoské nářečí
  - tesálské nářečí
  - epiroské nářečí
- severní dialekt
  - gramosténské nářečí (v pohoří Gram(m)os)
  - faršerocké nářečí (Albánie)
  - moskopolenské nářečí (Albánie)
  - gábruvské nářečí (Albánie)
  - musekiarské nářečí (Albánie)
  - ochridské nářečí (Severní Makedonie)
  - bitolské nářečí (Severní Makedonie)
  - makedonské nářečí (Řecko)
  - pirinské nářečí (Bulharsko)

Existuje mnoho jiných způsobů rozdělení arumunských dialektů.

## Příklady

### Číslovky
| Arumunsky | Česky |
| unu / unâ | jeden |
| dauâ      | dva   |
| trei      | tři   |
| patru     | čtyři |
| tsintsi   | pět   |
| shasi     | šest  |
| shapti    | sedm  |
| optu      | osm   |
| nauâ      | devět |
| dzatsi    | deset |

## Ukázky jazyka[10]
Gramosténské nářečí (Otčenáš):
Tatã a nostru, tsi eshci tu tserl,
s'ayiseascã numa a Ta,
s'yinã amirãriľa a Ta,
si facã vreare a Ta,
cum tu tserl, ashi sh'pisti locl.
Pãnea a nostrã atsea di cathi dzuã dã-nã-u sh'azã
shi ľartã-nã amãrtiile a noastre
ashi cum ľi ľirtãm sh'noi a amãrtoshlor a noshci.
Shi nu nã du la pirazmo,
ala aveagľi-nã di atsel arãul.
Cã a Ta easte Amirãriľa shi putearea
a Tatãlui shi Hillui shi a Ayului Spirit,
tora, totãna sh'tu eta a etilor.
Amen.
Faršerocké nářečí (Otčenáš):
Tatã a nostu tsi eshti tu tser,
si ayisiascã numa a Ta,
s’yinã amirãria a Ta,
si facã vrearea a Ta,
cum tu tser, ashe sh’pisti loc.
Penia a noste, atsa di cathi dzue, de-ni-u sh’aze,
sh’ľartã-ni amartiili a nosti,
ashe cum li ľãrtem sh’noi a amãrtoľor a noci,
sh’nu ni du la pirazmo,
ma viagľã-ni di atsel rãu.
C a Ta esti amirãria ľ’puteria,
a Tatãlui shi Hiľalui shi a Ayiului Spirit,
tora,totãna sh’tu eta a etillor.
Amin.

### Všeobecná deklarace lidských práv
| arumunsky | Tuti iatsãli umineshtsã s-fac liberi shi egali la nãmuzea shi-ndrepturli. Eali suntu hãrziti cu fichiri shi sinidisi shi lipseashti un cu alantu sh-si poartã tu duhlu-a frãtsãljiljei. |
| česky     | Všichni lidé se rodí svobodní a sobě rovní co do důstojnosti a práv. Jsou nadáni rozumem a svědomím a mají spolu jednat v duchu bratrství.                                              |